# Hopkins (Karolina Południowa)
Hopkins – jednostka osadnicza w Stanach Zjednoczonych, w stanie Karolina Południowa, w hrabstwie Richland.
Z Hopkins pochodzi A’ja Wilson, amerykańska koszykarka.